# Desperados FRH
Pour les articles homonymes, voir FRH.
Desperados FRH (né en juin 2001) est un étalon de dressage noir du stud-book Hanovrien, monté par Kristina Bröring-Sprehe. Médaille d'argent de sa discipline aux jeux olympiques d'été de 2012, il est premier au classement WBFSH de sa discipline en 2016. Il décroche la médaille de bronze en individuel aux jeux olympiques de Rio. Par sa classe, et l’harmonie qu’il dégage avec sa cavalière, Desperados a profondément marqué les passionnés de dressage.
Outre ses performances sportives et ses trente-six victoires sur la scène internationale, l’étalon noir avait commencé à marquer l’élevage de son empreinte. Approuvé depuis ses trois ans, Desperados avait décrochés la meilleure moyenne de sa session d’approbation, récoltant notamment l’incroyable note de 9,5 pour son galop. 

## Descendance
Comptant plus de trente fils approuvés, Desperados est notamment en tête du classement mondial des étalons de dressage édité par la WBFSH (World Breeding Federation for Sport Horses) en 2016.